# Lockheed Constellation

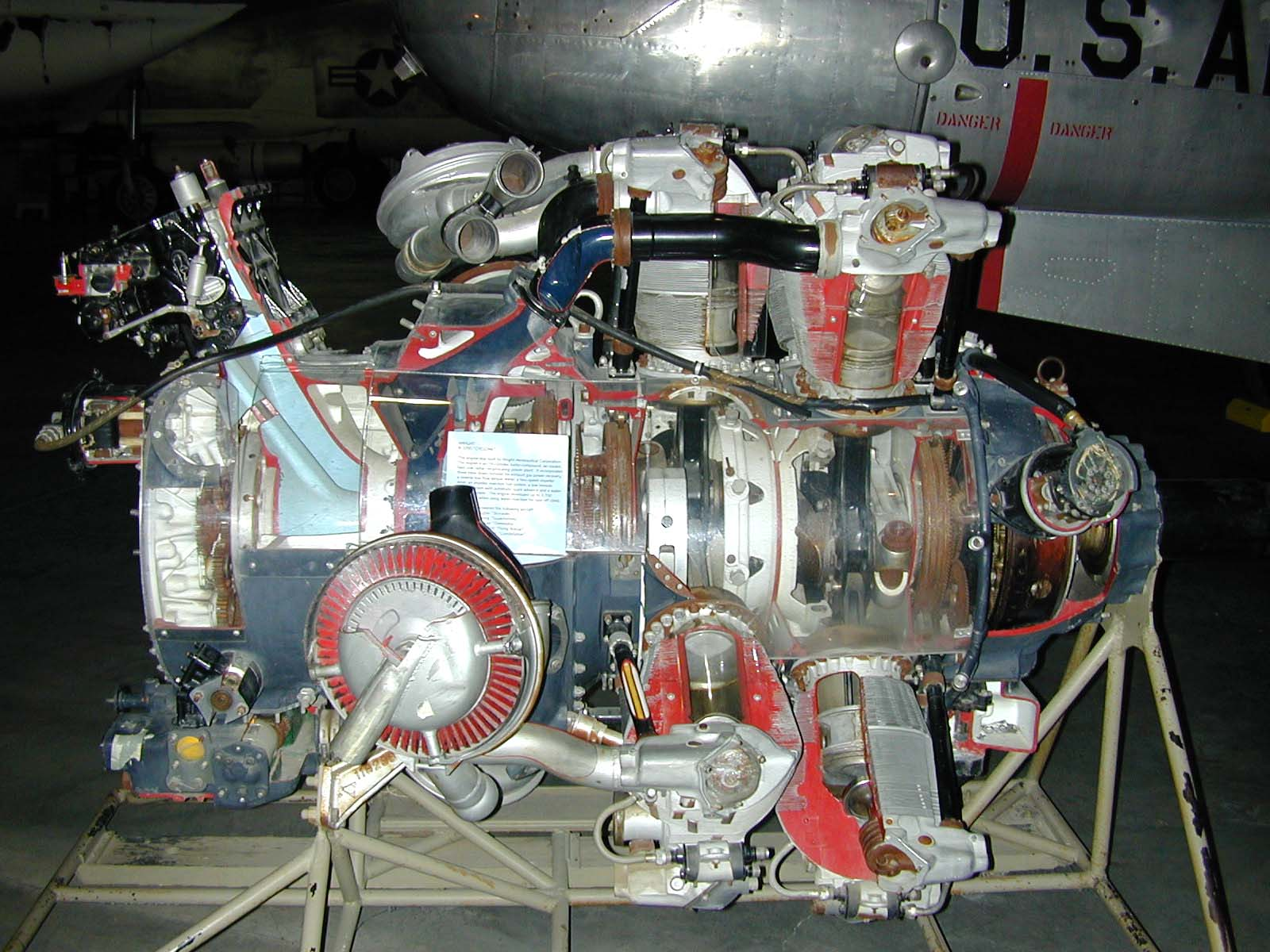
Wright R-3350 Cyclone-motor

De Lockheed Constellation was een viermotorig propellervliegtuig dat werd gebouwd door de Amerikaanse vliegtuigfabriek Lockheed.

## Ontwikkeling
De ontwikkeling van de Lockheed Constellation begon in 1939. Het toestel werd ontwikkeld in opdracht van Howard Hughes, een excentrieke miljonair en vlieger die op dat moment een meerderheidsaandeel had in de luchtvaartmaatschappij TWA. Hughes wilde een viermotorig vliegtuig waarmee hij alle concurrenten kon verslaan. De Tweede Wereldoorlog gooide roet in het eten. Militaire productie kreeg voorrang, waardoor de ontwikkeling van het nieuwe toestel werd vertraagd. De eerste Constellation, die al snel liefkozend Connie werd genoemd, maakte op 9 januari 1943 zijn eerste testvlucht. Zowel de oorlog als de nog niet goed werkende motoren leidden tot vertraging. Aan het eind van de oorlog werd het toestel ingezet voor troepentransport. Direct na de oorlog gingen de eerste luchtvaartmaatschappijen ermee vliegen; het eerste commerciële model werd in november 1945 in gebruik genomen door TWA.
Het geesteskind van Hughes was niet alleen groot, maar ook snel. Het toestel, dat zo'n 40 ton woog, vloog sneller dan elk ander groot passagiersvliegtuig en kon door de drukcabine bovendien op veel grotere hoogte vliegen. In 1944 zette de Constellation met Hughes als piloot het Amerikaanse "coast to coast"-record op net iets minder dan zeven uur. De Constellation bevatte veel technische vernieuwingen. Bovendien kon het toestel voor die tijd enorme afstanden overbruggen.
De Constellation werd in de jaren na de oorlog verder ontwikkeld. Eerst was er de Constellation, later de Super Constellation en toen de Starliner. De romp werd langer, de motoren krachtiger, er kwamen meer brandstoftanks waardoor het vliegbereik groter werd, en het toestel werd stiller en veiliger. De laatste versie, de Lockheed L-1649 Starliner, werd in 1957 geïntroduceerd en had een compleet nieuwe vleugel met nog meer brandstoftanks. In totaal werden door Lockheed 856 Constellations en Super Constellations gebouwd, waarvan er in 2002 nog vijf vlogen.

## Fraaie lijnen
De fraaie lijnen van de Constellation vloeiden deels voort uit een aantal praktische keuzes. Hoofdontwerper Clarence "Kelly" Johnson tekende voor het ontwerp. De vleugel was in feite een grotere versie van die van de eerder door Lockheed gebouwde Electra. De Constellation was ook het eerste productievliegtuig met stuurbekrachtiging in de burgerluchtvaart. De Constellation werd aangedreven door een nieuw type motor, de Wright R-3350 Cyclone. Dit is de grootste luchtgekoelde stermotor ooit gebouwd door Wright.
Het vliegtuig kon met deze motoren een kruissnelheid aanhouden van 560 km/u. De propellers waren zo groot dat voor het toestel een zeer hoog landingsgestel noodzakelijk was. Bovendien waren de ontwerpers bang dat deze krachtige motoren luchtwervelingen over het hoogteroer zouden geven. Om deze reden werden de staartvlakken (kielvlak en stabilo) hoger geplaatst, waardoor de glooiende vorm van de romp ontstond. Om een toestel van deze omvang een goede koersstabiliteit te geven was een kielvlak met een groot oppervlak nodig. Het toestel moest echter ook in de hangars passen die de luchtvaartmaatschappijen gebruikten. Om die reden werd ervoor gekozen om niet één grote maar drie kleinere staartvinnen aan te brengen.
De Constellation was het eerste grote passagiersvliegtuig met een drukcabine, waarmee het op een hoogte van 20.000 voet (~ 6100 meter) kon kruisen. Hierdoor kon het voor 90% boven slecht weer vliegen.

## Gebruikers
Bij de grotere gebruikers waren:
- Eastern Air Lines: 14 toestellen L-649 en 14× L-1049;
- Air France: 19 toestellen L-749 en 24× L-1049;
- KLM: 6 L-049 toestellen, 20× L-749 toestellen en 15× L-1049;
- TWA: 27 L-049 toestellen, 37× L-749 en 10× L-1049.

### Sabena
Sabena leasete van mei tot oktober 1958 tijdens de piekperiode van de wereldtentoonstelling Expo 58 drie L-1049 Super Constellation-toestellen van Seaboard and Western Airlines die in de Sabena-kleuren de capaciteit van de trans-Atlantische verbinding standaard uitgevoerd met Douglas DC-7C sterk verhoogden.

### KLM
Na de oorlog (1946) stond de Constellation aan de basis van de moderne Nederlandse burgerluchtvaart. De KLM begon op 21 mei 1946 als eerste maatschappij op het Europese vasteland met een luchtdienst op New York. Men vloog deze dienst aanvankelijk met toestellen van het type Douglas DC-4. De lijn werd op 21 mei van dat jaar geopend, met veteraan Evert van Dijk als gezagvoerder. In diezelfde maand werd de eerste Constellation aan de KLM afgeleverd. Dit toestel speelde een grote rol bij het uitbreiden van routes over de Atlantische Oceaan en de wederopbouw van de verbinding met het toenmalig Nederlands-Indië.

#### Mauritiusvluchten
Tijdens de zogenoemde politionele acties van de Nederlandse krijgsmacht in 1947 en 1948 gedurende de Indonesische Onafhankelijkheidsoorlog weigerde een aantal landen de KLM toestemming om op hun grondgebied te landen. De alternatieve route in 1947 werd gevlogen via Ceylon (het huidige Sri Lanka) over de Indische Oceaan met de Douglas C-54 Skymaster. Bij de tweede politionele actie in 1948 werd ook de landing op Ceylon niet meer toegestaan. Er werd toen in het eerste halfjaar van 1949 een noodroute via het eiland Mauritius gevolgd. 
De Constellation was het enige toestel dat de afstand tussen Mauritius en Batavia kon overbruggen — zij het ternauwernood. Als de wind tegen zat kon het zijn dat men op het "point of no return" halverwege de oceaan moest vaststellen dat er onvoldoende brandstof over was. Dan werd teruggekeerd naar Mauritius of Batavia om het de volgende dag nog eens te proberen. Het "point of no return" werd gemarkeerd door een schip van de Koninklijke Marine. Om zo veel mogelijk brandstof te kunnen meenemen werden de vleugels tijdens het tanken natgespoten met koel water. De verzekering van het toestel en de inzittenden werd voor dit gedeelte van de vlucht overgenomen door de Nederlandse overheid.

#### Ongelukken
Hieronder de ongevallen van Constellations in dienst bij de KLM:
- De KLM Lockheed Constellation L-049, PH-TEN, Nijmegen, op weg naar New York, verongelukte op 21 oktober 1948 in dichte mist vlak bij het vliegveld van Prestwick in het westen van Schotland. (Zie: Crash van de Nijmegen)
- Op donderdag 23 juni 1949 stortte de KLM Lockheed Constellation L-749-79-33, PH-TER, Roermond, met 23 passagiers en 10 bemanningsleden voor de kust van Bari, Italië in zee. Geen van de 33 inzittenden overleefde de ramp. Het vliegtuig was op 21 juni 1949 uit Batavia vertrokken voor de thuisreis naar Nederland en startte op 23 juni 1949 om 05.08 uur vanaf het vliegveld van Caïro met een nieuwe bemanning onder leiding van gezagvoerder Hans Plesman, de zoon van de KLM-directeur Albert Plesman, voor de laatste (non-stop) etappe naar Schiphol, waar zij volgens het vluchtplan om 14.45 uur Nederlandse tijd zou aankomen. Rond 10.00 uur vloog het vliegtuig richting Bari aan de Adriatische kust, het weer was helder met een lichte wind uit het noordoosten. Om 10.25 uur Nederlandse tijd gaf de bemanning vanaf een hoogte van 5000 meter aan het radiostation in Rome haar positie door en meldde “geen bijzonderheden”. Een half uur later bevond de machine zich vlak bij Bari toen ze geheel onverwacht in problemen kwam en vervolgens op zo’n twee kilometer van de vuurtoren van Cataldo in zee stortte. Uit de overblijfselen van het vliegtuig, waarvan de romp op zo'n 30 meter diepte lag, de getuigenverklaringen en de verdere gegevens is het niet gelukt om vast te stellen wat de oorzaak van het ongeval was. Op kruishoogte verloor het vliegtuig plotseling zeer snel hoogte en tijdens deze duikvlucht verloor het de staartvlakken en draaide op zijn rug. De oorzaak van de onverwachte tolvlucht is niet gevonden, maar de waarschijnlijkste verklaring is een acute storing aan de autopilot (elektrische stuurautomaat). Door de grote snelheid van de duikvlucht zou het toestel overbelast zijn geraakt en in stukken zijn gebroken.
- Op dinsdag 12 juli 1949 om 06.09 uur plaatselijke tijd vertrok de Lockheed Constellation L-749, PH-TDF, Franeker van New Delhi met bestemming de nieuwe luchthaven van Bombay, Santa Cruz Airport (het huidige Chhatrapati Shivaji International Airport) met aan boord 45 personen, waarvan tien bemanningsleden en 35 passagiers, waaronder een gezelschap van dertien vooraanstaande Amerikaanse journalisten. Twee dagen daarvoor was dit toestel vertrokken vanuit Batavia voor de thuisreis naar Luchthaven Schiphol. De 13 Amerikaanse journalisten hadden op uitnodiging van de Nederlandse regering een rondreis van een maand door Nederlands Indië gemaakt met als doel om hen door eigen observatie tot een positiever beeld te brengen ten opzichte van de naoorlogse Nederlandse politiek in Nederlands Indië. Vanwege de tweede politionele actie was het luchtruim van India nog gesloten voor KLM-vluchten en de Indiase overheid had uitsluitend voor deze reis toestemming gegeven over haar grondgebied te vliegen, omdat de Amerikaanse journalisten in New Delhi een onderhoud hadden met de toenmalige Indiase premier Nehru. Na deze tussenlanding in Bombay zou men doorvliegen naar Caïro. Om 08:52 uur lokale tijd vloog het vliegtuig op een hoogte van 2.100 meter op zo’n 32 kilometer ten noorden van de stad voor de nadering van het vliegveld Santa Cruz. Het weer was uiterst slecht en zware moessonregenbuien belemmerden het zicht vanuit de cockpit. Bovendien waren de vliegers totaal niet bekend in dit gebied. Gezagvoerder Chris van der Vaart kreeg van de verkeersleiding toestemming om te dalen naar 180 meter om vervolgens te landen op baan 23. Om 09:15 uur lokale tijd hadden de vliegers op een hoogte van ongeveer 150 meter grondzicht en werd het landingsgestel neergelaten. Het toestel beschreef een rechterbocht en koerste over het vliegveld Santa Cruz richting het oosten. Na drie minuten verdween het uit zicht in de regenwolken ten oosten van het vliegveld. Om landingsbaan 23 te naderen moest de machine echter op lage hoogte door een heuvelachtig gebied vliegen. Het vliegtuig vloog rond 09.20 uur lokale tijd tegen de 225 meter hoge heuvel van Ghatkobar op slechts drie kilometer oostelijk van het vliegveld, waardoor de romp in tweeën brak en de wrakstukken van het toestel aan beide zijden van de heuvel terechtkwamen en het volledig uitbrandde. Alle 45 inzittenden kwamen om het leven. In het licht van de behoorlijk omstreden koloniale politiek van Nederland ten opzichte van Nederlands Indië ontstonden er allerlei speculaties over sabotage: De verkeersleiding zou het KLM-vliegtuig opzettelijk door het slechte weer naar een verkeerde landingsbaan hebben geleid. Uit het logboek dat men tussen de wrakstukken vond, bleek later de laatste bladzijde te ontbreken. De Amerikaanse journalisten vlogen naar Batavia met de KLM Lockheed Constellation L-749, PH-TER, Roermond en zouden daarmee ook terugvliegen. Op deze geplande thuisreis stortte dit vliegtuig drie weken eerder voor de kust bij Bari in zee. De journalisten waren echter niet aan boord van de vlucht, doordat zij hun verblijf in Nederlands-Indië hadden verlengd. Uit aantekeningen van de verkeersleiding van het vliegveld Santa Cruz zijn passages veranderd en verwijderd. De Amerikaanse journaliste Dorothy Brandon was in Manilla uitgestapt, omdat zij overtuigd zou zijn dat het vliegtuig door de Indonesische vrijheidsstrijders gesaboteerd zou zijn. De luchtramp met deze Lockheed Constellation is altijd met geheimzinnigheid omgeven gebleven. De geconstateerde toevalligheden en ontbrekende informatie gaven voeding aan speculaties dat Soekarno en zijn organisatie er totaal geen belang bij hadden dat men in de Verenigde Staten ineens positief ging berichten over de Nederlandse politiek in haar kolonie.
- De KLM Lockheed Constellation, L-749A, PH-TFF, Venlo, op weg van Amsterdam naar Sydney, Australië startte op zondag 23 maart 1952 om 00.31 uur plaatselijke tijd vanaf het vliegveld van Karachi, Pakistan voor het traject naar Bangkok, Thailand, waar het vliegtuig een tussenlanding zou maken op het vliegveld Don Muang. Op een hoogte van 500 meter en ongeveer 8 kilometer van Don Muang werd een linkerbocht ingezet en plotseling brak een propellerblad van motor 3 af en dit boorde zich in de pantry, vlak achter het bemanningscompartiment. Door de onbalans begon de motor heftig te schudden en deze vatte door uitstromende benzine vlam om vervolgens af te breken van de ophangconstructie. Ondanks snel ingrijpen van de cockpitbemanning kon de brand in de motorgondel niet worden bedwongen. De vluchtleiding werd op de hoogte gebracht van de noodtoestand, waarna alle hulpdiensten werden gealarmeerd. Op kundige wijze slaagde de copiloot erin op landingsbaan 21 te landen, maar even voordat het vliegtuig tot stilstand gekomen was, brak het door de vuurzee verzwakte rechterhoofdonderstel en raakte de rechtervleugel de grond. De brand breidde zich daardoor uit over het gehele vliegtuig en razendsnel verlieten de 44 inzittenden het toestel. Een baby die was achtergebleven werd op het nippertje door een Thaise mecanicien uit het brandende wrak gehaald. Het vliegtuig met de gehele lading ging volledig verloren. De passagiers waren vrijwel ongedeerd en konden hun reis voortzetten met de KLM Lockheed Constellation L-749, PH-TDO, Maastricht. Op 29 april 1953 rapporteerde de Raad voor de Luchtvaart zijn eindbevindingen naar aanleiding van het onderzoek naar de oorzaak van deze vliegramp. Gebleken is dat het ongeluk te wijten is aan een vermoeidheidsbreuk van een schroefblad, veroorzaakt door de aanwezigheid van waterstof in een las. Daardoor waren in het schroefblad kleine scheuren ontstaan die uiteindelijk de breuk veroorzaakten. Grote waardering werd uitgesproken over de heldhaftige wijze waarop de bemanning, onder leiding van gezagvoerder James Heaton Creel, met gevaar voor hun eigen leven, tot het laatste ogenblik toe hun uiterste best deed om de passagiers uit het brandende vliegtuig te evacueren.
- Op 5 september 1954 verongelukte de Lockheed Constellation L-1049-C, PH-LKY, Triton op een lijnvlucht naar New York (KLM-vlucht 633) twee kilometer na het opstijgen van Shannon Airport. 25 passagiers en drie cabinebemanningsleden verloren het leven en 28 mensen overleefden (21 passagiers en zeven bemanningsleden). De oorzaak van deze luchtramp was een combinatie van twee factoren: een defect waarschuwingslampje, dat had moeten branden omdat het ingetrokken landingsgestel niet goed vergrendeld was en een beoordelingsfout van de gezagvoerder, Adriaan Viruly.
- Op dinsdag 16 juli 1957 kort voor zonsopgang (03:36) en vier minuten na de start stortte op ruim een kilometer vanuit de kust van het eiland Biak (Nederlands Nieuw Guinea) KLM-vlucht 844, een Lockheed Constellation L-1049-E, PH-LKT, Neutron, met 59 passagiers en negen bemanningsleden, in de Soanggaraibaai. Tien passagiers overleefden de ramp. Het onderzoek uitgevoerd door de Raad voor de Luchtvaart heeft nooit officieel een oorzaak kunnen aantonen, ondanks de zes reconstructies van dit vliegongeluk met hetzelfde type toestel.

- Tijdens een trans-Atlantische vlucht verongelukte op 14 augustus 1958 KLM Super Constellation PH-LKM Hugo de Groot (KLM-vlucht 607-E) 180 kilometer uit de Ierse kust. 91 passagiers en acht bemanningsleden kwamen om. De oorzaak van het ongeval is onbekend, maar de Raad voor de Luchtvaart noemde in een rapportage als vermoedelijke oorzaak 'overspeeding' van een buitenste propeller door een breuk van een tandwiel in de motor.

#### Het einde van een tijdperk
De KLM heeft in totaal 48 Constellations in dienst gehad in diverse varianten. In 1960 werden ze overbodig door de komst van het eerste straalvliegtuig van de KLM: de Douglas DC-8. De Constellations werden buiten dienst gesteld. Het lukte de KLM aanvankelijk niet om de toestellen te verkopen. Lange tijd stonden ze ingepakt op de rand van het platform. Een deel werd voorzien van een grote vrachtdeur voor in de romp, zodat ze als combivliegtuig aantrekkelijker zouden zijn voor kopers. Deze opzet slaagde niet geheel: slechts enkele werden verkocht. De vijf Constellations van het type L-749 zijn stuk voor stuk op Schiphol gesloopt. Tussen 1962 en 1966 werden ook vijftien Super Constellations (L-1049) gesloopt.
Een aantal Constellations van KLM heeft nog lange tijd dienstgedaan voor andere maatschappijen. Er bestaan er nog twee. Eén ervan is tentoongesteld in het Science Museum in Wroughton (Engeland). Dit toestel, de voormalige PH-TET, werd in 1973 onder andere gebruikt door de Rolling Stones als tourvliegtuig voor hun tour door het Verre Oosten. Ook is er nog een KLM-Constellation in Zuid-Amerika: het nieuwe TAM Aeronautical Museum in Brazilië wist een van de oudste Constellations te kopen, een L-049 met constructienummer 2071. Dit was tevens een van de eerste Constellations van KLM, het toestel was bij de KLM in dienst van 10 september 1946 tot 21 juni 1950 met registratie "PH-TAX" en genaamd "Arnhem".

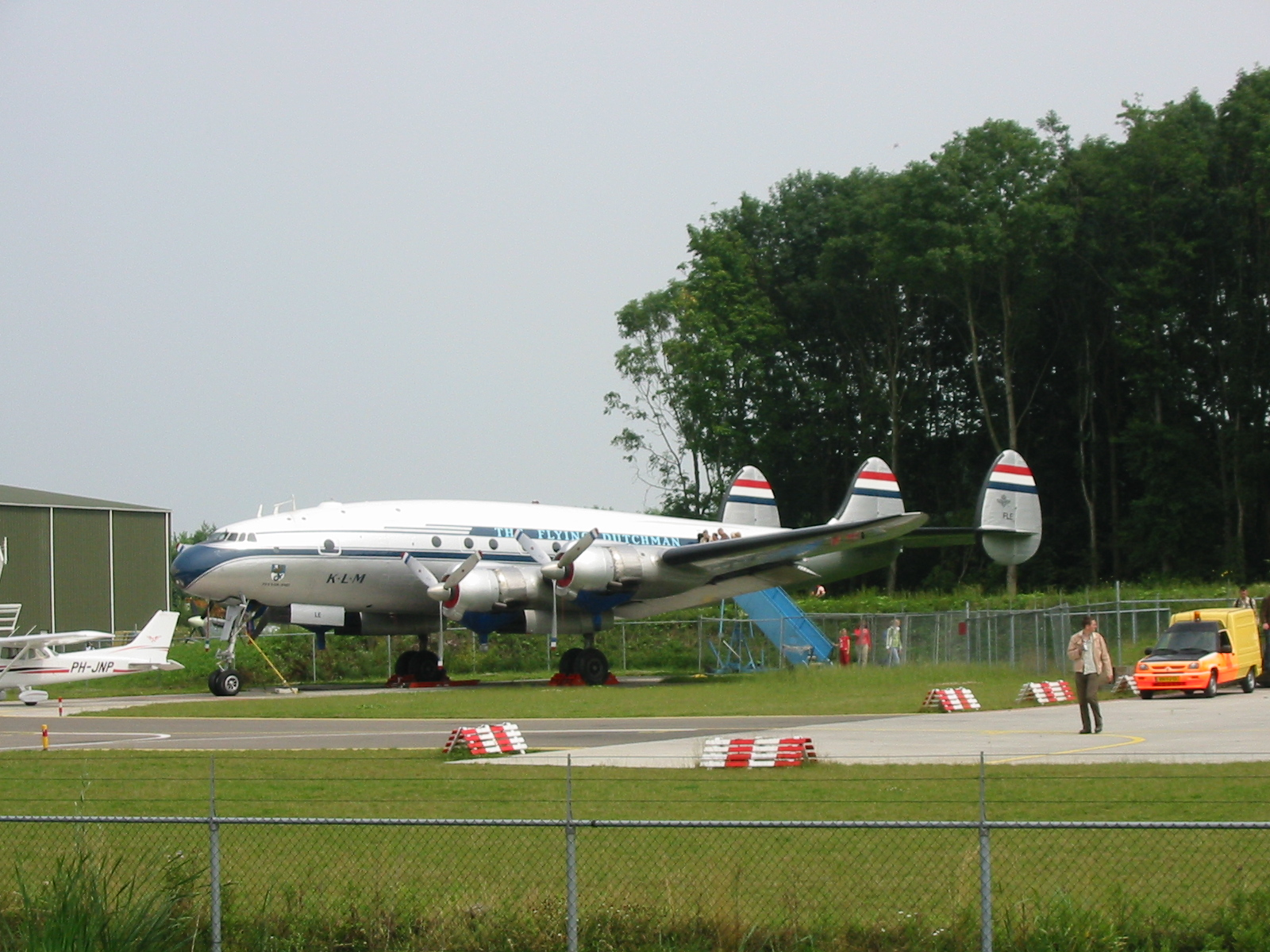
Constellation op het Aviodrome

#### De laatste Nederlandse Constellation
Sinds 2003 is er weer een luchtwaardige Constellation in Nederland. Deze is aanvankelijk door de Stichting Constellation Nederland aangekocht. Onder leiding van luchtvaartmuseum Aviodrome in Lelystad is het eind jaren negentig door vrijwilligers in oude staat gebracht. Het toestel is gespoten in de kleuren waarmee de KLM in de jaren vijftig vloog. De passagierscabine is niet origineel.
Deze Constellation is van het type VC-121A (46-0612) en is een militaire versie van de L-749A. Het toestel werd in januari 1949 door de US Air Force in dienst genomen en werd daar in oktober 1967 afgedankt. Daarna heeft het nog gevlogen bij Christier Flying Service Inc., Beaver Air Spray Inc. en Conifair. Het werd ingezet als sproeivliegtuig. Het toestel werd op 17 november 1993 aangekocht in Canada en is daarna 10 jaar gerestaureerd in de VS. Aviodrome heeft het toestel onder Amerikaanse registratie: N749NL.

## Trivia
De Constellation wordt door vliegers wel liefkozend "het beste driemotorige (propeller)vliegtuig ter wereld" genoemd. Dit om aan te duiden dat van het viermotorige toestel wel erg vaak een motor uitviel tijdens het vliegen.